# Krananda orthotmeta
Krananda orthotmeta là một loài bướm đêm trong họ Geometridae.